# Internationales Werner-Seelenbinder-Gedenkturnier 1973
Das Internationale Werner-Seelenbinder-Gedenkturnier 1973 fand vom 20. bis zum 21. Oktober 1973 in Karl-Marx-Stadt statt. Es war die erste Auflage dieser internationalen Meisterschaften der DDR im Badminton.

## Medaillengewinner
| Disziplin    | Gold                                                                          | Silber                                                                           | Bronze                                                                          |
| ------------ | ----------------------------------------------------------------------------- | -------------------------------------------------------------------------------- | ------------------------------------------------------------------------------- |
| Herreneinzel | Edgar Michalowski (Einheit Greifswald)                                        | Semjon Rosin (UdSSR)                                                             | Erfried Michalowsky (Einheit Greifswald)                                        |
| Herreneinzel | Edgar Michalowski (Einheit Greifswald)                                        | Semjon Rosin (UdSSR)                                                             | Joachim Schimpke (Fortschritt Tröbitz)                                          |
| Dameneinzel  | Monika Thiere (Fortschritt Tröbitz)                                           | Christine Zierath (Einheit Greifswald)                                           | Ljudmila Kosse (UdSSR)                                                          |
| Dameneinzel  | Monika Thiere (Fortschritt Tröbitz)                                           | Christine Zierath (Einheit Greifswald)                                           | Alena Poboráková (ČSSR)                                                         |
| Herrendoppel | Erfried Michalowsky / Edgar Michalowski (Einheit Greifswald)                  | Roland Riese / Wolfgang Böttcher (Fortschritt Tröbitz / HSG DHfK Leipzig)        | Klaus Müller / Hubert Wagner (Einheit Greifswald)                               |
| Herrendoppel | Erfried Michalowsky / Edgar Michalowski (Einheit Greifswald)                  | Roland Riese / Wolfgang Böttcher (Fortschritt Tröbitz / HSG DHfK Leipzig)        | Semjon Rosin / Anatoli Skripko (UdSSR)                                          |
| Damendoppel  | Monika Thiere / Angela Michalowski (Fortschritt Tröbitz / Einheit Greifswald) | Annemarie Richter / Christine Zierath (Fortschritt Tröbitz / Einheit Greifswald) | Alena Poboráková / Jaroslava Krahulcová (ČSSR)                                  |
| Damendoppel  | Monika Thiere / Angela Michalowski (Fortschritt Tröbitz / Einheit Greifswald) | Annemarie Richter / Christine Zierath (Fortschritt Tröbitz / Einheit Greifswald) | Gisela Kunath / Angelika Seifert (Wismut Karl-Marx-Stadt / Fortschritt Tröbitz) |
| Mixed        | Erfried Michalowsky / Angela Michalowski (Einheit Greifswald)                 | Roland Riese / Monika Thiere (Fortschritt Tröbitz)                               | Edgar Michalowski / Beate Herbst (Einheit Greifswald / HSG DHfK Leipzig)        |
| Mixed        | Erfried Michalowsky / Angela Michalowski (Einheit Greifswald)                 | Roland Riese / Monika Thiere (Fortschritt Tröbitz)                               | Harald Richter / Annemarie Richter (Fortschritt Tröbitz)                        |